# Saint-Wenceslas
Saint-Wenceslas è un comune del Canada, situato nella provincia del Québec, nella regione di Centre-du-Québec.